# Рохас, Ибрахим
Ибрахи́м Ро́хас Бла́нко (исп. Ibrahim Rojas Blanco; 10 октября 1975, Санта-Крус-дель-Сур) — кубинский гребец-каноист, выступал за сборную Кубы в конце 1990-х — середине 2000-х годов. Серебряный призёр летних Олимпийских игр в Сиднее и Афинах, трёхкратный чемпион мира, дважды чемпион Панамериканских игр, многократный победитель и призёр первенств национального значения.

## Биография
Ибрахим Рохас родился 10 октября 1975 года в городе Санта-Крус-дель-Сур, провинция Камагуэй.
Первого серьёзного успеха на взрослом международном уровне добился в 1999 году, когда попал в основной состав кубинской национальной сборной и побывал на чемпионате мира в Милане, откуда привёз награду серебряного достоинства, выигранную в двойках на тысяче метров. Благодаря череде удачных выступлений удостоился права защищать честь страны на летних Олимпийских играх 2000 года в Сиднее, вместе с напарником Леобальдо Перейрой выиграл серебряную медаль на километровой дистанции, уступив лидерство лишь команде Румынии. Также участвовал в заездах двоек на пятьсот метров, вышел в финал, но в решающей гонке финишировал только девятым.
В 2001 году на чемпионате мира в польской Познани Рохас завоевал сразу три медали в трёх разных дисциплинах: в двойках на 200 и 1000 метрах получил бронзу, тогда как на 500 стал чемпионом. Год спустя на мировом первенстве в испанской Севилье вновь трижды поднимался на пьедестал почёта, на сей раз одержал победу на двухстах и пятистах метрах, тогда как на тысяче получил серебро, пропустив вперёд экипаж из Польши.
Чемпионат мира 2003 года в американском Гейнсвилле Рохас провёл уже не так удачно, смог выиграть только одну бронзовую медаль в полукилометровом зачёте двоек. Зато на Панамериканских играх в домениканской столице Санто-Доминго в каноэ-двойках сделал золотой дубль — победил на дистанциях 500 и 1000 метров.
Будучи одним из лидеров сборной, прошёл квалификацию на Олимпийские игры 2004 года в Афинах, где в паре с Ледисом Бальсейро добыл серебро в пятисотметровой дисциплине, проиграв команде из Китая. Помимо этого, они с Бальсейро стартовали на тысяче метров, но в финальном заезде на финише показали только восьмой результат. Вскоре после афинской Олимпиады Ибрахим Рохас принял решение завершить спортивную карьеру, уступив место в сборной молодым кубинским гребцам.